# Bulbophyllum groeneveldtii
Bulbophyllum groeneveldtii là một loài phong lan thuộc chi Bulbophyllum.